# 地球の王様
「地球の王様」は、喜多尚江による漫画。「花とゆめ」において1992年3号から15号まで連載された。全7話。幼馴染同士の恋愛をテーマとし、女の子にすごくモテる男子高生と、彼と唯一対等に付き合える幼馴染の女子高生の恋愛を描く。

## あらすじ
佐藤日向の幼馴染・内田鳥彦は顔が良く、女が次から次へと寄ってくる。ついには悪魔の女の子まで寄ってきて、魔力を貰うという条件でその悪魔の相棒を目覚めさせることになった。しかし肝心の魔力は鳩に持っていかれてしまい、2人の悪魔は鳥彦を手に入れるため日向の命を狙う。

## 登場人物
佐藤 日向　（さとう ひなた）
主人公。顔立ちは可愛いが、性格は男勝りな少女。16年間幼馴染である鳥彦と言う美形を見て育っているため、知らない間に面食いとなってしまった。普通の女だったら一瞬で落ちる鳥彦を見ても何とも思わない唯一の人間。鳥彦が寄ってくる女の告白を断る際に、いつも「好きな人」として日向の名前を出すので、嫉妬の標的となり被害を受けている。挙句に悪魔の月子と陽子にまで命を狙われる羽目になる。しかし実は鳥彦のことが好きだったと気付き、めでたく恋人同士となる。だが相変わらず鳥彦に月子と陽子がまとわりついてくるため、現状は今までと全く変わっていない。
内田 鳥彦　（うちだ とりひこ）
日向の幼馴染。日向いわく「顔はいいだけで勉強はできるけどバカ。ちゃらちゃらしてて我儘で女に極甘。そしてロマンチスト」。女の子好きで女の子の頼みは断れない。笑顔一つで簡単に女を落とせる。楽天的な性格の持ち主。実は日向に本気で惚れていて、魔力を貰おうとしたのも、昔死んだ日向の両親を日向に見せてあげるためだった。しかし日向と付き合い始めてからも相変わらず女の子と仲良くしている。
陽子　（ようこ）
黒人の悪魔の女の子。真っ白な服を着ている。鳥彦が大好きで、月子を目覚めさせる「目覚めの王子様」を探していた時も顔と力だけで寄ってきたようなもの。ポーに魔力を持っていかれてしまったため、箒で空を飛ぶことしかできない。
月子　（つきこ）
白人の悪魔の女の子。黒い服を着ている。魔女狩りで捕まって教会で眠らされてしまい、100年経って「目覚めの王子」である鳥彦の力によって目覚めた。ポーに魔力を持っていかれてしまったため、陽子と同様に箒で空を飛ぶことしかできない。
ポー
鳥彦に懐いている白い鳩。月子と陽子が魔力を転送する際に偶然鳥彦の元へ飛んできて、鳥彦の代わりに魔力を転送されてしまった。
アルマ
悪魔の男。元々魔力が少ないため月子と陽子からよく「魔力を取り上げられたアルマ」とからかわれている。鳥彦を魔界へ連れて行き日向を消したら魔力を渡すという契約で、日向と鳥彦を狙った。名前の由来はアルマゲドンから。
アピス
悪魔の男。月子と陽子を愛しており、日向と鳥彦を引き離すよう依頼されて日向に繋がりを断つ指輪をはめさせた。名前の由来はドイツの科学者かなにかの名前から取ったらしい。
海藤 日影　（かいどう ひかげ）
100年前月子を封印した神父の孫息子。月子と陽子を封印するため、二人の魔力を持つポーの行方を探していた。しかし結局は鳥彦によって失敗する。

## 他作品との関連
本作品には「竜の泉神社」と言う地名が出てくる。これは同作者の「DEAR D」という作品の舞台にもなっている神社である。その竜の泉神社の隣の山にある泉竜寺の間の湖に竜が封印されているという設定。